# جوزف کودلکا
جوزف کودلکا (انگلیسی: Josef Koudelka؛ زادهٔ ۱۰ ژانویهٔ ۱۹۳۸) عکاس اهل جمهوری چک است. مجموعه هایی ارزشمند از کارهای او در موزه هنر مدرن و مرکز بین‌المللی عکاسی در نیویورک، گالری هیوارد در لندن و بسیاری دیگر از موزه ها و گالری های معتبر در سراسر دنیا نگهداری می شوند.

## زندگی‌نامه
جوزف کودلکا، یک عکاس اهل جمهوری چک بود و در سال ۱۹۳۸ در یکی از روستاهای چکسلواکی به نام مراویا به دنیا آمد.
او عکاسی را با عکس گرفتن از خانواده و محیط اطرافش با دوربینی ساده آغاز کرد. او پس از اخذ مدرک مهندسی به عنوان مهندس هوا فضا مشغول به کار شد. سپس با مجلات تئاتر قراردادهایی بست و تصمیم گرفت تمام وقت به عکاسی مشغول شود. جوزف کودلکا در سال ۱۹۷۱ به آژانس عکس مگنوم پیوست.
او از دانشگاه فنی، صنعتی شهر پراگ در سال ۱۹۶۱ بورسیه تحصیلی دریافت نمود و همزمان در همان سال، اولین نمایشگاه عکس خود را نیز برپا کرد. بعدها کارش را به عنوان مهندس هوانوردی در شهر پراگ و براتیسلاوا ادامه داد و همزمان به عکاسی از کولی‌ها و تئاتر در شهر پراگ چکسلواکی پرداخت.
وقتی در سال اوت ۱۹۶۸ روسیه به چکسلواکی حمله کرد، او برای روزهای متوالی در خیابان‌ها عکاسی کرد. نگاتیوهای او مخفیانه و به صورت قاچاقی از پراگ خارج می‌شد و در اختیار آژانس عکس مگنوم قرار می‌گرفت و از ترس مأموران شوروی عکس‌های این واقعه را با نام ساختگی (Prague Photographer P.P) منتشر می‌کرد. در سال۱۹۶۹ برای این عکس‌ها، به عنوان عکاس ناشناس، مدال طلای رابرت کاپا به او اهدا شد. در سال ۱۹۷۰، کودلکا به عنوان پناهجوی سیاسی مجبور به ترک کشور چکسلواکی شد و بعد از گذشت زمانی کوتاه، به آژانس عکس مگنوم ملحق شد و بیش از یک دهه در آنجا فعالیت کرد. هنری کارتیه برسون، عکاس شهیر فرانسوی، از حامیان کودلکا در زمان کارش بود. کودلکا در سال ۱۹۸۷ به تبعیت فرانسه درآمد و به این ترتیب قادر به بازگشت به کشور چکسلواکی گردید، پس از آن در فرانسه و پراگ اقامت گزید و به مستند نگاری در اروپا ادامه داد. او در سال ۱۹۷۵ کتاب «کولی‌ها» و در ۱۹۸۸ کتاب «تبعید» را منتشر کرد. مجموعه مثلث سیاه حاصل مستند نگاری او در بازگشت به سرزمین ویران شده اش است. کودلکا بعدها به گالری‌هایی که چاپ‌هایی از عکس‌های او در اختیار داشتند، اعلام کرد که حق فروش ندارند:
«من احتیاج ندارم که هر وکیل و دندانپزشک و هتلی عکس‌های مرا داشته باشد.»
او زندگی عجیب و غریبی داشت که بخش اعظم آن به انتخاب خودش در خانه بدوشی و بی هیچ منزل و مایملکی سپری شد.
«من دو دست پیراهن دارم، دو سال پیش دوتای دیگر هم خریدم ولی هنوز حتی به آنها دست نزده‌ام و در واقع مازاد هستند. من یک شلوار و یک جفت کفش را یک سال و یک کت را دو سال می‌پوشم و برای مواقع سفر هم یک کیسه خواب خوب دارم.»
او دوست دارد مانند مردمی که در عکس‌هایش هستند زندگی کند و می‌گوید: «به آنچه که ندارم، نیازی نداشته‌ام.»